# Latour-Bas-Elne
Latour-Bas-Elne är en kommun i departementet Pyrénées-Orientales i regionen Occitanien i södra Frankrike. Kommunen ligger i kantonen La Côte Radieuse som tillhör arrondissementet Perpignan. År 2022 hade Latour-Bas-Elne 3 224 invånare.

## Befolkningsutveckling
Antalet invånare i kommunen Latour-Bas-Elne
| Referens: INSEE |